# Hohes Licht
Hohes Licht är ett berg i Österrike.   Det ligger i distriktet Reutte och förbundslandet Tyrolen, i den västra delen av landet, 500 km väster om huvudstaden Wien. Toppen på Hohes Licht är 2 651 meter över havet.
Terrängen runt Hohes Licht är huvudsakligen bergig, men den allra närmaste omgivningen är kuperad. Runt Hohes Licht är det ganska glesbefolkat, med 26 invånare per kvadratkilometer.. Närmaste större samhälle är Mittelberg, 10,3 km nordväst om Hohes Licht. 
Trakten runt Hohes Licht består i huvudsak av gräsmarker.